# Christina Lindberg (Sängerin)
Christina Lindberg (* 4. November 1968 in Helsingborg) ist eine schwedische Pop- und Countrysängerin.

## Musikkarriere
Christina Lindbergs musikalische Karriere begann in den 1980ern. 1985 und 1986 veröffentlichte sie die beiden Soloalben Christina Lindberg und Nya starka vinder. Sie arbeitete in den 1990ern vor allem mit der Dansband Lasse Stefanz zusammen, hatte aber auch ihre eigene Dansband namens Christina Lindbergs orkester, die durch Skandinavien tourte und einige Hits in den schwedischen Charts hatte. Diese existierte von 1991 bis 2005. Danach machte Lindberg eine Babypause.  Erst 2015 kehrte sie mit dem Album Back to the Roots zurück. Ihre ehemalige Band machte in dieser Zeit als Stensons weiter.
Sie wurde insbesondere durch das Lied De sista ljuvet åren bekannt, das sie mit Lasse Stefanz aufnahm. Das Lied platzierte sich im Februar 1989 in den Svensktoppen und hielt sich dort ganze 65 Wochen. Insgesamt hatte Christina Lindberg von 1985 bis 2001 16 Lieder in den Svenkstoppen. In den schwedischen Albumcharts erreichte sie drei Platzierungen.

## Privatleben
Christina Lindberg ist die Tochter der Musiker Hjalmar Algotsson-Lindberg und Siv Paulsson. Sie ist in Höganäs aufgewachsen. Lindberg ist seit 2005 mit Tommy Wigardt verheiratet, was in der schwedischen Presse zunächst ausgeschlachtet wurde, weil Wigardt ihr Stiefbruder ist. Jedoch sind beide weder verwandt, noch lebten sie je im selben Haushalt. Sie hat außerdem zwei Kinder aus einer früheren Beziehung.

## Diskografie

### Soloalben
- 1985: Christina Lindberg (Tab Records)
- 1986: Nya Starka Vindar (Tab Records)
- 1997: Hemma Igen (Frituna)
- 2001: Sång För Vind Och Regn (Frituna)
- 2015: Back to the Roots (Term Musik)
- 2018: Ge dig själv en chans

### Kompilationen
- 2007: Tills vägen tar slut
- 2009: Mina ljuva år

### Solo-Singles
- 1982: Blue Eyes Don’t Make an Angel
- 1983: Den stora sanna kärleken (Hasse & Kvinnaböske med Christina)
- 1985: Karneval
- 1986: Night by Night (mit OB Johnsson)
- 1990: Dit vägarna bär
- 1997: Sång För Vind Och Regn
- 1997: En Ängel Följer i Ditt Spår
- 2000: Ännu en Dans
- 2000: 500 Mil
- 2004: Tutu

### Mit dem Christina Lindbergs Orkester

#### Alben
- 1991: Vid Florens Strand (Frituna)
- 1991: Skogvaktarns Lisa (Frituna)
- 1992: Gyllene Âr (Frituna)
- 1993: Billie Joe (Frituna)
- 1993: Vind Och Vågor (Frituna)
- 1994: Sången Till Livet (Frituna)

### Kompilationen
- 1996: Dig Ska Jag Älsk (Frituna)

#### Singles
- 1990: Vid Flodens Strand
- 1991: Om Du Vet

## Songs in den Svensktoppen

### Soloaufnahmen
- Kom snart tillbaka (1985)
- Vid flodens strand (1991)
- Cheerio (1992)
- Gyllene år (1992)
- Billie Joe (1993)
- Vind och Vågor (1993)
- Ett litet hus intill vägen (1993)
- Under eken (1994)
- Sången till livet (1994)
- Det är för dig mitt hjärta slår (1997)
- Sång för vind och regn (1997)
- En ängel följer i ditt spår (1997)

### Duette
- Sista ljuva åren mit Lasse Stefanz (1989)
- Mitt liv med dig mit Fernandoz (1995)
- Över en kopp i vår berså mit Lasse Stefanz (1999)
- De’e’ vanliga mänskor mit Rankarna (2001)